# کلید کوچکتر سلیمان
کلید کوچک‌تر سلیمان یک کتاب سحر با نویسنده ناشناس است که در سده هفدهم میلادی در اروپا پدیدار شد و احتمالاً از روی نسخ قدیمی تر کپی شده‌است. این کتاب به پنج کتاب آرس گویتیا، آرس تئورگیا-گویتیا، آرس پائولینا، آرس المادل و آرس نوتوریا تقسیم شده‌است.

## آرس گویتیا
آرس گویتیا‌‌ احتمال زیاد از روی کتاب قدیمی‌ترین نوشته یوهان ویر گردآوری شده‌است. ویر در کتاب خود از این کتاب صحبت نمی‌کند و احتمالاً این کتاب بعد از کتاب او نوشته شده‌است. همچنین تعداد اجنه در این کتاب کمی بیشتر از کتاب ویر است. از این رو آرس گویتیا نمی‌تواند قبل از سال ۱۵۷۰ نوشته شده باشد.

### ۷۲دیوسلیمان

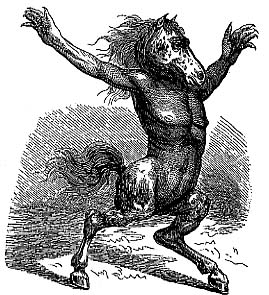
اوروباس که دارای دانش در مورد اتفاقات گذشته و آینده است.

‌در کتاب آرس گویتیا نام ۷۲ جن سلیمان به همراه توانایی‌ها و خاصیت هر یک ذکر شده‌است. به دلیل چندین ترجمه مختلف نام‌ها بعضاً دچار تغییرات جزئی شده‌اند. 

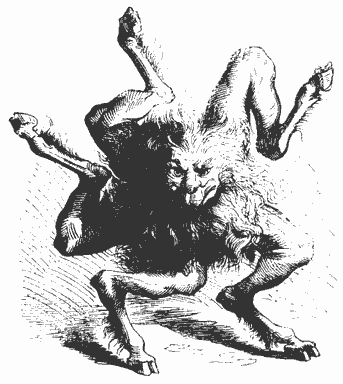
بوئر جنی که به تدریس «اخلاق و فلسفه طبیعی» می‌پردازد (از نسخه ۱۹۹۵ کتاب).

1. پادشاه بعل
2. دوک آگارس
3. پرنس واساگو
4. مارکی سامیگینا
5. پرزیدنت مارباس
6. دوک والفر
7. مارکیس آمون
8. دوک بارباتوس
9. پادشاه پایمون
10. پرزیدنت بوئر
11. دوک گوسیون
12. پرنس سیتری
13. پادشاه بلت
14. مارکیس لراجه
15. دوک الیگوس
16. دوک زپار
17. کنت بوتیس
18. دوک باتین
19. دوک سالوس
20. پادشاه پرسون
21. کنت ماراکس
22. کنت ایپوس
23. دوک ایم
24. مارکیس نابریوس
25. کنت گلاسیا لابولاس
26. دوک بونه
27. کنت رونووه
28. دوک بریت
29. دوک استاروس
30. مارکیس فورنئوس
31. پرزیدنت فوراس
32. پادشاه اسمودی
33. پرنس گاپ
34. کنت فورفور
35. مارکیس مارکوسیاس
36. پرنس ستولاس
37. مارکیس فنکس
38. کنت هالفاس
39. پرزیدنت مالفاس
40. کنت رائوم
41. دوک فوکالر
42. دوک وپار
43. مارکیس سبناک
44. مارکیس شکس
45. کنت وینه
46. کنت بیفرونس
47. دوک وئال
48. پرزیدنت هاگنتی
49. دوک کروکل
50. شوالیه فورکاس
51. پادشاه بالام
52. دوک آلوکس
53. پرزیدنت کایم
54. دوک مورمور
55. پرزیدنت اوروباس
56. دوک گرموری
57. پرزیدنت اوس
58. پرزیدنت امی
59. مارکیس اوریاس
60. دوک واپولا
61. پرزیدنت زاگان
62. پرزیدنت والاک
63. مارکیس آندراس
64. دوک هائوراس
65. مارکیس آندرالفوس
66. مارکیس سیمیس
67. دوک آمدوسیاس
68. پادشاه بلیال
69. مارکیس دکارابیا
70. پرنس سیره
71. دوک دانتالیون
72. کنت آندرومالیوس

## آرس تئورگیا گویتیا
آرس تئورگیا گویتیا احتمالاً از کتاب استگانوگرافیا گرفته شده‌است ولیکن دارای مطالب متفاوتی است. بعضی مراسم که در استگانوگرافیا موجود نیست به آن اضافه شده‌است. بیشتر ارواح احضار شده با کرنرهای جغرافیایی مرتبط هستند. در کل کتاب ۳۱ روح پرنس توضیح داده شده‌است که هریک بر تعدادی از ارواح حاکم هستند.

## آرس پائولینا
این کتاب نیز از کتاب استگانوگرافیا الهام گرفته‌است ولیکن به جای اینکه کتاب به رازیل داده شود به پولس داده شده‌است. احتمالاً این کتاب بعد از قرن ۱۷ نوشته شده‌است. در متون مسیحی مطالب زیادی در مورد ارتباط پولس و قدرتهای آسمانی وجود دارد. آرس پائولینا به دو زیر کتاب دیگر تقسیم شده‌است که در اولین ۲۴ روح مرتبط با ۲۴ ساعت مختلف ذکر شده‌اند. در کتاب دوم ۳۶۰ روح مرتبط با ۳۶۰ درجه زودیاک ذکر شده‌اند.

## آرس المادل
نام این کتاب و ذکر شدن نام آن توسط ویر احتمال عربی بودن نسخه اصلی آن را زیاد می‌کند. یک نسخه قرن ۱۵ آن مرتبط با رابرت ترنر است. نسخ عبری آن در قرن ۱۲ یافت شدند. آرس المادل دستورهای زیادی در مورد ارتباط با ارواح از طریق نگاه کردن به یک جسم شفاف دارد.

## آروس نوتوریا
آرس نوتوریا قدیمیترین بخش این کتاب است که اولین بار در سال ۱۲۳۶ میلادی در مورد آن صحبت شده‌است. آرس نوتوریا دارای وردهای خاصی است که تصور می‌شود به جادوگر قدرت ذهنی زیادی می‌دهد. بعضی نسخ کتاب اصلی این قسمت کتاب را کاملاً حذف کرده‌اند.